# Honda Seiji
Honda Seiji (sinh ngày 25 tháng 2 năm 1976) là một cầu thủ bóng đá người Nhật Bản.

## Giải vô địch bóng đá U-20 thế giới
Honda Seiji được triệu tập vào đội tuyển U-20 Nhật Bản tham dự Giải vô địch bóng đá U-20 thế giới 1995.